# 20 Years of Hell
20 Years of Hell is een serie split-ep's van de Amerikaanse punkband Anti-Flag die werden uitgegeven om het 20-jarige bestaan van de band te vieren. Elke ep is in de vorm van een muziekdownload en een 7" grammofoonplaat uitgegeven en bevat twee nummers van zowel Anti-Flag zelf alsook van een andere band.

## Nummers

### Vol. I
De eerste ep werd uitgegeven op 21 juli 2013. 
1. "Kill the Rich" (Anti-Flag) - 3:02
2. "Twenty Years of Hell" (Anti-Flag) - 2:41
3. "Robocop" (World's Scariest Police Chases) - 1:32
4. "You're Only Punk Once" (World's Scariest Police Chases) - 1:36

### Vol. II
De tweede ep werd uitgegeven op 3 oktober 2013.
1. "Consumer Song" (Anti-Flag) - 2:18
2. "Bring Out Your Dead" (Anti-Flag) - 2:12
3. "What About Elvis" (All Dinosaurs) - 3:13
4. "Tightrope" (All Dinosaurs) - 3:34

### Vol. III
De derde ep werd uitgegeven op 11 december 2013.
1. "Wake Up" (Anti-Flag) - 2:28
2. "Mumia's Song" (Anti-Flag) - 1:43
3. "I, Human" (Worship This!) - 2:35
4. "Red Herring" (Worship This!) - 4:19

### Vol. IV
De vierde ep werd uitgegeven op 18 februari 2014.
1. "The WTO Kills Farmers" (Anti-Flag) - 3:32
2. "No Future" (Anti-Flag) - 2:38
3. "Handouts" (One if By Land) - 3:01
4. "With Integrity" (One if By Land) - 4:07

### Vol. V
De vijfde ep werd uitgegeven op 4 juni 2014.
1. "Ink and Quill" (Anti-Flag) - 3:21
2. "The Depression" (Anti-Flag) - 2:38
3. "2000 Rats" (Excluded) - 2:10
4. "Abajo y a la Izquierda" (Excluded) - 3:00

### Vol. VI
De zesde en laatste ep werd uitgegeven in juli 2014.
1. "Close My Eyes" (Anti-Flag) - 2:35
2. "The Ghosts of Alexandria" (Anti-Flag) - 2:27
3. "Soundtrack" (Antillectual)
4. "Mother Inferior" (Antillectual)